# مرقد كبير كوران
مرقد كبير كوران (بالفارسية: آرامگاه امامزاده کبیر کوران) هو مرقد شيعي تاريخي يعود إلى السلالة الصفوية، ويقع في إسفرايين.